# Ochyrocera juquila
Espèce
Ochyrocera juquila est une espèce d'araignées aranéomorphes de la famille des Ochyroceratidae.

## Distribution
Cette espèce est endémique d'Oaxaca au Mexique,.

## Description
Le mâle holotype mesure 1,23 mm et la femelle paratype 1,26 mm.

## Étymologie
Son nom d'espèce lui a été donné en référence au lieu de sa découverte, Santa Catarina Juquila.

## Publication originale
- Valdez-Mondragón, 2009 : Two new species of the spider genus Ochyrocera (Araneae, Ochyroceratidae) from Mexico. Journal of Arachnology, vol. 37, no 2, p. 170-177 (texte intégral).